# Perizoma fasciolata
Perizoma fasciolata är en fjärilsart som beskrevs av Vorbrodt 1917. Perizoma fasciolata ingår i släktet Perizoma och familjen mätare. Inga underarter finns listade i Catalogue of Life.